# ウーディネ大学
座標: 北緯46度4分51秒 東経13度12分42秒 / 北緯46.08083度 東経13.21167度
ウーディネ大学（イタリア語: Università degli Studi di Udine、フリウリ語: Universitât dal Friûl、ラテン語: Universitas Studiorum Utinensis）は、フリウリ＝ヴェネツィア・ジュリア州、ウーディネにあるイタリアの大学である。1976年にフリウリで発生した地震からの復興計画の一部として、1978年に設立された。フリウリのコミュニティに、文学・科学研究における高等教育のための自立した拠点を提供することを目的としており、フルウリ語研究の重要な拠点となっている。
欧州連合、オーストラリア、カナダの大学との学生交流プロジェクトに力を入れており、近年は東欧諸国や非EU加盟国の大学との密接な連携に参加している。加えて、複数の全国的あるいは国際的な研究プロジェクトに参加している。約17000人の学生が在籍している。

## 学部
2017年1月時点で8つの学部が設置されている。
- 経済統計学部 (Department of Economics and Statistics, DIES)
- 食品・環境・動物科学部 (Department of Food, Environmental and Animal Sciences, DI4A)
- 言語・文学・コミュニケーション・教育・社会学部 (Department of Languages and Literature, Communication, Education and Society, DILL)
- 法学部 (Department of Law Sciences, DISG)
- 人文学・文化遺産学部 (Department of Humanistic Studies and Cultural Heritage, DIUM)
- 数学・計算機科学・物理学部 (Department of Mathematics, Computer Science and Physics)
- 薬学部 (Department of Medicine)
- Polytechnic Department of Engineering and Architecture - (DPIA)

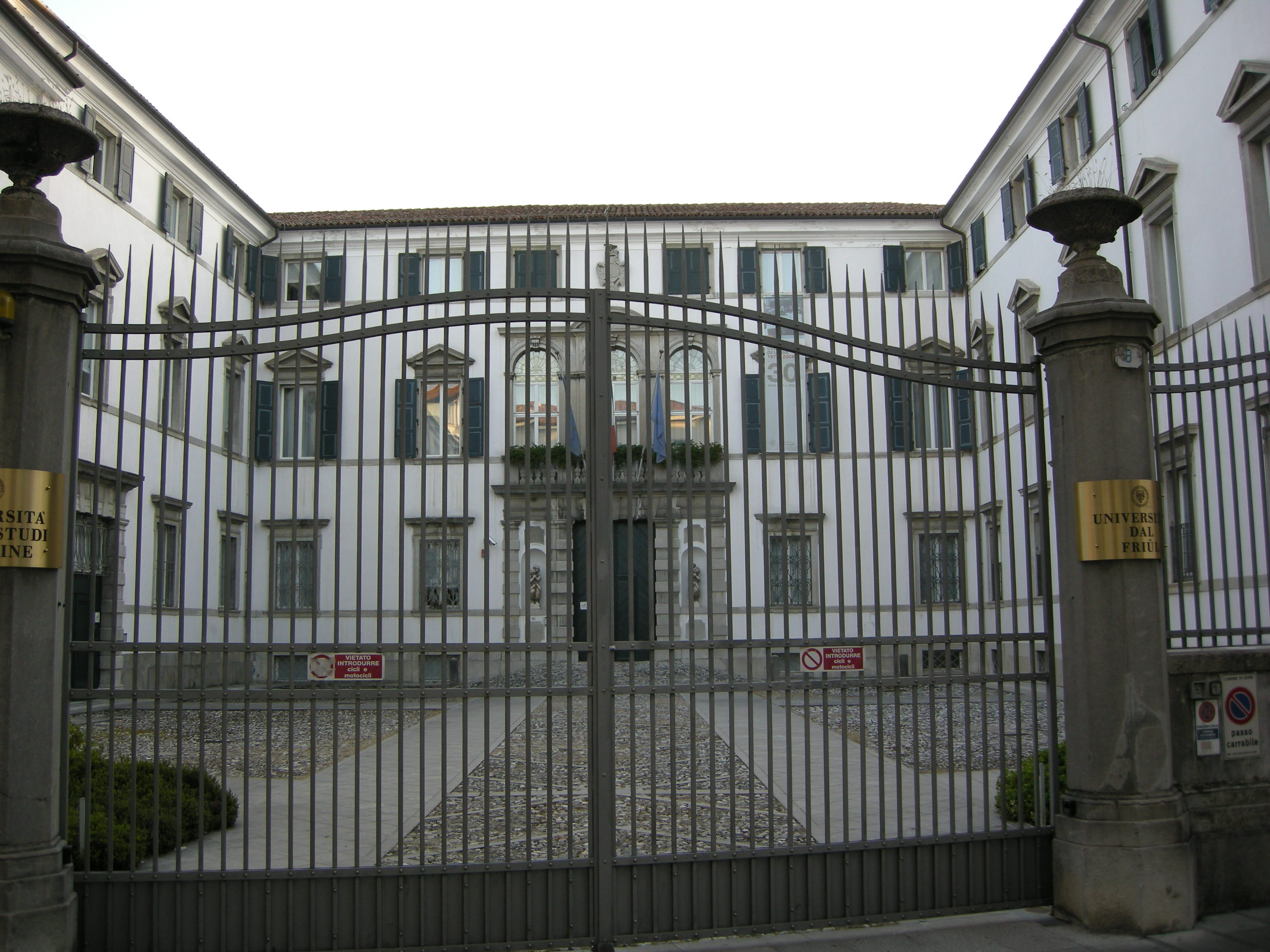

  - Polytechnic は実学を教授する学部